# Parinoush Saniee
Parinoush Saniee (em persa: پرينوش صنيعي) é uma romancista e socióloga iraniana. O seu romance O Livro do Destino foi traduzido para 25 idiomas.

## Obras
As obras de Saniee incluem:
- Sahm-e man ("My Share", 2003)
- Pedar-e aan digari ("Father of the Other One")
- Range-e Hambastegee
- Anhaa ke Raftand va Anha ke Mandand